# ان‌جی‌سی ۲۶۸
ان‌جی‌سی ۲۶۸ (انگلیسی: NGC 268) نام یک کهکشان مارپیچی در صورت فلکی نهنگ است.